# Maximiliano Faotto
Maximiliano Emilio Faotto, noto anche col nome italianizzato Massimiliano Faotto (Montevideo, 3 aprile 1910 – ...), è stato un calciatore e allenatore di calcio uruguaiano, di ruolo difensore.

## Biografia
Possedeva il passaporto italiano, date le sue origini.

## Caratteristiche tecniche
Era un robusto terzino.

## Carriera
Ha esordito in Serie A l'11 dicembre 1932 in Palermo-Bari (1-0) e giocava nel campionato italiano come oriundo.
Cresciuto nel Nacional Montevideo, in patria giocò anche con il Racing Montevideo. Nel 1932 passò al Palermo, nella massima serie, segnalato dal suo conterraneo Héctor Scarone. Resse la difesa siciliana per alcune stagioni, fino alla retrocessione in Serie B. Dopo una stagione, andò alla Lazio, con cui giocò poco e in maniera discontinua.
Per un anno giocò nel Napoli, tornando titolare, ma nel pieno della seconda guerra mondiale dovette rientrare alla Lazio dove rimase ai margini della squadra titolare. Passò quindi all'Ascoli, in Serie C. Dopo la guerra, venne ingaggiato dal Palermo come allenatore-giocatore, dove rimase per un biennio.